# Gai Aufidi Victorí
Gai Aufidi Victorí (en llatí Caius Aufidius Victorinus) va ser un orador romà, amic i conseller de Marc Aureli. Es va distingir tant pels seus principis com per la seva eloqüència, en la que va ser el més notable del seu temps.
Nascut a Pisaurum, a Úmbria es va casar amb la filla de Marc Corneli Frontó, amb la que va tenir tres fills, un dels quals va ser Marc Aufidi Frontó, cònsol dues vegades.
De l'any 162 al 166 va ser legat a Germània on tenia ordres de repel·lir la invasió dels pobles germànics, participant en les Guerres Marcomanes en les que va rebre distincions militars.
Del 168 al 169 va ser legat de Dàcia, i el 170 de la Hispània Bètica, que va governar amb la Tarraconense els anys 171 i 172. Va fer front a l'expedició mauritana de 171 amb la legio VII Gemina, que van penetrar a la província Bètica assetjant Híspalis. També hi va acudir el governador de la Mauritània Tingitana. Les forces romanes van aniquilar als mauritans.
Va ser procònsol d'Àfrica del 173 al 175 i del 177 al 179 governador de Síria. Després va ser prefecte de la ciutat, i més endavant, probablement entre el 179 i el 183, va ser de nou cònsol amb Còmode. Durant el seu segon consolat, l'any 183, es va organitzar i es va desactivar un gran complot contra l'emperador. Còmode, segurament a instàncies del poderós prefecte del pretori Tigidi Perennis, el va tractar de matar, però se'n va sortir. Va morir l'any 185 de mort natural després de la ruïna de Perennis. Se li va erigir una estàtua a la seva memòria.